# We Are Not Your Kind
We Are Not Your Kind este al șaselea album de studio al trupei americane de heavy metal Slipknot. Înregistrat la EastWest Studios din Hollywood, California, cu co-producătorul Greg Fidelman (care a produs albumul anterior al trupei din 2014 .5: The Gray Chapter), a fost lansat pe 9 august 2019 de Roadrunner Records. Titlul este preluat dintr-un vers din piesa „All Out Life”, care a fost lansată ca single în anul 2018 și se prezintă ca piesă bonus la ediția japoneză a albumului. We Are Not Your Kind este primul album Slipknot fără percutistul Chris Fehn, care a părăsit trupa în martie 2019 după ce a dat în judecată grupul pentru presupuse redevențe neplătite.
După încheierea turneului pentru .5: The Gray Chapter, chitaristul de la Slipknot Jim Root și percuționistul Shawn „Clown” Crahan au început să scrie materialul pentru un nou album al trupei la începutul anului 2017. Potrivit lui Crahan, grupul a scris și a înregistrat un număr de 22 de melodii și 26 de interlude, planul inițial fiind acela de a produce primul dublu album al trupei. Înregistrarea a început în noiembrie 2018, la scurt timp după lansarea single-ului „All Out Life”. Albumul a fost finalizat până în aprilie 2019, iar „Unsainted” a fost lansat ca single principal în luna următoare. Aceasta a fost urmată de „Solway Firth” în iulie și „Birth of the Cruel” în august.
Răspunsul mass-media la We Are Not Your Kind a fost copleșitor de pozitiv, albumul primind aclamări critice. Numeroși comentatori au considerat albumul drept una dintre cele mai bune lansări din cariera trupei, lăudând nivelul de experimentare evidențiat pe mai multe piese. Alții l-au considerat ca o versiune modernă de reper în genul heavy metal. „Unsainted” a ajuns pe locul 10 în topul american Billboard Mainstream Rock, în timp ce „Solway Firth” a ajuns și în top 10 al Rock & Metal Singles Chart. We Are Not Your Kind a debutat la numărul 1 atât în SUA Billboard 200 cât și în UK Albums Chart, precum și în alte câteva topuri din întreaga lume.

## Legături externe
- We Are Not Your Kind la Discogs (lista lansărilor)